# Dendrocryphaea lamyana
Dendrocryphaea lamyana är en bladmossart som beskrevs av P. Rao 2001. Dendrocryphaea lamyana ingår i släktet Dendrocryphaea och familjen Cryphaeaceae. Inga underarter finns listade i Catalogue of Life.